# Mareille Meijering
Mareille Meijering (Stadskanaal, 11 maart 1995) is een Nederlands wielrenster. Sinds mei 2023 komt zij uit voor Team Movistar.

## Carrière
In 2012 reed Meijering bij de junioren voor wielervereniging De Peddelaars. Sinds 2014 kwam ze uit bij de Elite-2. Ze reed in het groen en zwart van wielervereniging De Kannibaal uit Peize en won in 2019 de KNWU clubcompetitie.
In 2022 reed ze voor de Belgische ploeg Multum Accountants-LSK. In dat jaar werd ze 19e in de Omloop Het Nieuwsblad en 6e in de Omloop van Borsele.
In 2023 stapte ze over naar het nieuwe Zaaf Cycling Team, maar toen bleek dat de ploeg al enkele maanden de rensters het beloofde salaris niet uitbetaalde, werd de stekker uit de ploeg getrokken en waren de rensters vrij om naar een andere ploeg te gaan. Meijering maakte per 1 mei de overstap naar het Spaanse Movistar Team, de ploeg van wereldkampioene Annemiek van Vleuten. De overstap was lastig en even wennen. Ze ging met ander materiaal veel meer trainen en dat resulteerde in een knieblessure waardoor ze de rest van het seizoen was uitgeschakeld. In de winter werd met deskundige hulp gesleuteld aan fiets en houding, waardoor ze daarna weer goed op de fiets zat.

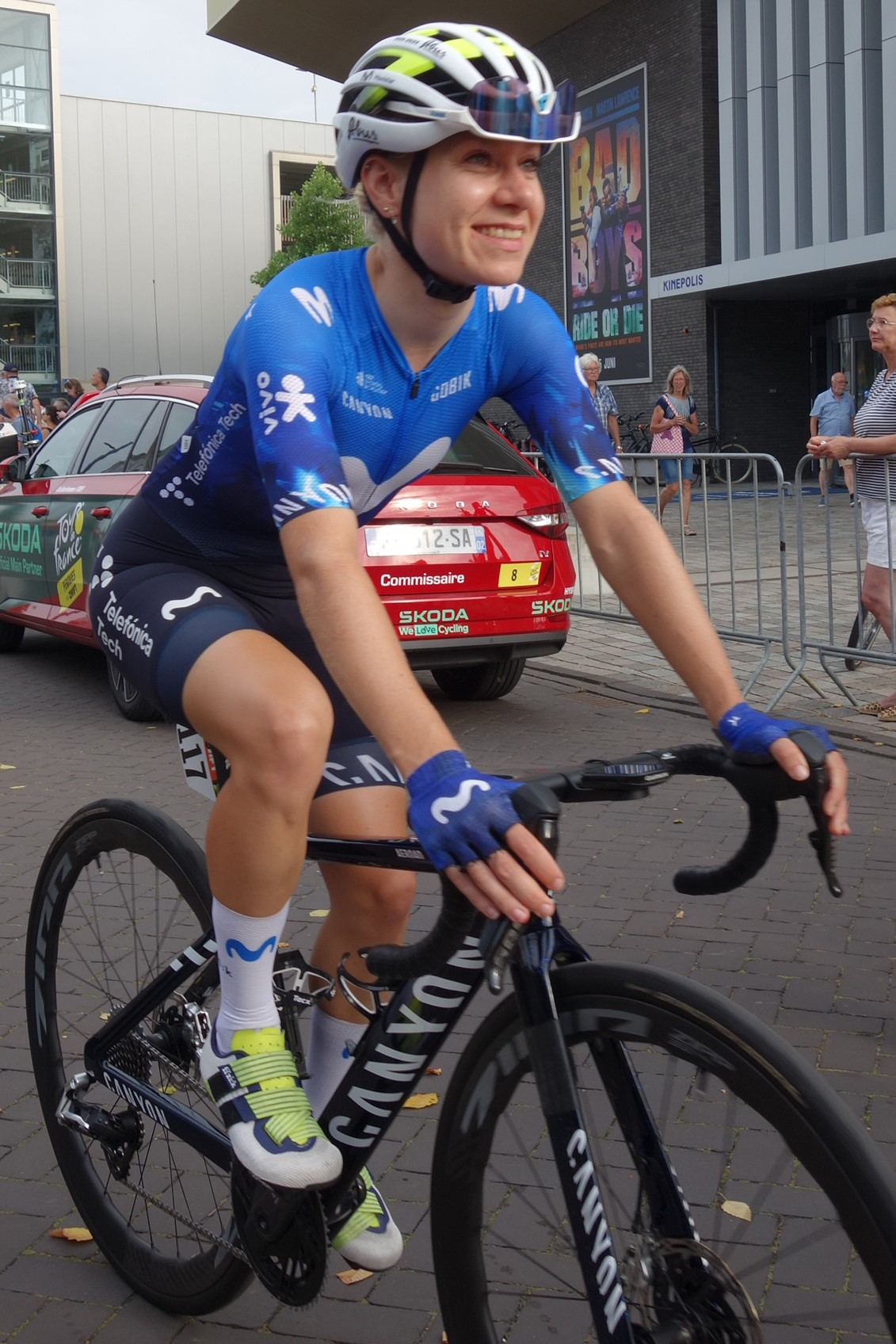
Tijdens de Tour de France Femmes 2024.

In 2024 in de voorjaarskoers Trofeo Binda lag Meijering solo op kop, maar werd onder de vod van de laatste kilometer teruggegrepen. In de Waalse Pijl werd ze zestiende. Ze boekte haar eerste profzeges in de Ronde van Extremadura, waar ze een etappe, het algemeen klassement en het puntenklassement won. Later dat jaar reed ze de drie grote rondes. In de Giro 2024 behaalde ze de top tien in de laatste twee etappes, onder meer naar Blockhaus, wat haar de elfde plaats in het eindklassement opleverde.  In de Tour 2024 werd ze vijftiende in het eindklassement.

## Palmares

### Overwinningen
2024
2e etappe Ronde van Extremadura
Eind- en Puntenklassement Ronde van Extremadura

#### Resultaten in voornaamste wedstrijden
| Jaar | Ronde van Italië | Ronde van Frankrijk | Ronde van Spanje |
| ---- | ---------------- | ------------------- | ---------------- |
| 2018 |                  |                     |                  |
| 2019 |                  |                     |                  |
| 2020 |                  |                     |                  |
| 2021 |                  |                     |                  |
| 2022 |                  |                     |                  |
| 2023 |                  |                     |                  |
| 2024 | 11e              | 15e                 | 67e              |
| 2025 | 34e              | 42e                 | 15e              |

| Jaar | Gent-Wevelgem | Ronde van Vlaanderen | Amstel Gold Race | Luik-Bast.‑Luik | Brabantse Pijl | Drentse Acht van Westerveld | Waalse Pijl |
| ---- | ------------- | -------------------- | ---------------- | --------------- | -------------- | --------------------------- | ----------- |
| 2018 |               |                      |                  |                 |                | 58e                         |             |
| 2019 |               |                      |                  |                 |                | opgave                      |             |
| 2020 |               |                      |                  |                 |                |                             |             |
| 2021 |               |                      |                  |                 |                | 8e                          |             |
| 2022 | 60e           | 59e                  |                  |                 | 23e            | 25e                         |             |
| 2023 | 32e           |                      |                  |                 |                |                             |             |
| 2024 |               |                      | 42e              | 27e             | 33e            |                             | 16e         |
| 2025 |               |                      | 19e              |                 |                |                             |             |

## Privé
Meijering studeerde aan de Rijksuniversiteit Groningen en gaf les aan de Universiteit Utrecht.

## Ploegen
- 2022 -  Multum Accountants-LSK
- 2023 -  Zaaf Cycling Team tot 12/4
- 2023 -  Movistar Team vanaf 1/5
- 2024 -  Movistar Team
- 2025 -  Movistar Team

Aalerud · Biannic · Bjerg · Erić · Gigante · González · Gutiérrez · Lippert · Mackaij · Martín · Meijering (vanaf 1/5) · Oyarbide · Patiño · Rodríguez · Sierra · Van Vleuten
Baril · Biannic · Bjerg · Erić · Ferguson (stage vanaf 1/8) · Gutiérrez · Lippert · Mackaij · Martín · Meijering · Patiño · Laura Ruiz Pérez · Lucía Ruiz Pérez · Sierra · Steels
Baril · Biannic · Erić · Ferguson · Gutiérrez · Lippert · Lloyd · Mackaij · Magalhães · Martín · Meijering · Ostiz (stage vanaf 1/8) · Patiño · Laura Ruiz Pérez · Lucía Ruiz Pérez · Reusser · Sierra · Steels